# Бочкі-Нові
Бочкі-Нові (пол. Boczki Nowe) — село в Польщі, у гміні Шадек Здунськовольського повіту Лодзинського воєводства.
У 1975-1998 роках село належало до Серадзького воєводства.